# Augustus Young (Schriftsteller)
Augustus Young (* 1943 in Cork) ist ein irischer Arzt und Schriftsteller.

## Leben
Young absolvierte nach dem Schulbesuch ein Studium der Medizin und arbeitete nach Abschluss des Studiums als Epidemiologe in London.
Bereits zu dieser Zeit begann er seine schriftstellerische Tätigkeit und veröffentlichte mit Survival (1969) und On Loaning Hill (1972) seine ersten Gedichtsammlungen. Seither veröffentlicht er regelmäßig Gedichtsammlungen wie Dánta Grádha: Love Poems from the Irish (1975), das auf drei Teile erweiterte Verswerk The Credit (1980) und Lampion and His Bandits: Literature of the Cordel in Brazil (1994). Die Periode dieser Werke wird detailliert dargestellt in The Oxford Companion to Irish Literature (1996).
Zu seinen späteren Veröffentlichungen gehören Lightning in Low Places (2000), Light Years (2002), Days and Nights in Hendon (2002), Storytime (2005), The Secret Gloss: A Film Play on the Life and Work of Soren Kierkegaard (2009), The Nicotine Cat and Other People (2009), Diversifications (2009) sowie Rosemaries (2009), eine Überarbeitung seines gleichnamigen Werkes aus dem Jahr 1976. Daneben verfasste er zahlreiche wissenschaftliche Schriften.

## Schriften
- Survival, 1969
- On loaning hill, 1972
- Dánta Grádha. Love Poems from the Irish (AD 1350–1750), 1975, Neuauflage 1980
- Rosemaries: a verse sequence, 1976
- Tapestry of Animals, 1977
- The Credit. A Comedy of Empeiria, 1980
- The Credit. Book Two / Book Three, 1986
- Adaptations, 1989
- ABC da Inflacäo / ABC of Inflation, 1991
- Lampion and his bandits: the literature of cordel in Brazil, 1994
- Lightning in Low Places, 2000
- Days & Nights in Hendon, 2002
- Light Years, 2002
- Storytime, 2005
- Take Five 07. Translations, 2007
- The Secret Gloss. A Film Play on the Life and Work of Soren Kierkegaard, 2009
- Diversifications: Mayakovsky, Brecht and me, 2009
- Rosemaries. A Verse Sequence, 2009
- The nicotine cat and other people, 2009